# Johanneum (Dresde)
Le Johanneum de Dresde est un bâtiment Renaissance de 1586 nommé plus tard d'après le roi Johann Ier de Saxe. Il servait à l'origine d'écuries pour accueillir les chevaux des Electeurs, les armes, selles, traineaux, peintures et figurines.
Le plus ancien bâtiment d'exposition de Dresde et premier musée des temps modernes du monde est situé sur Neumarkt près de la Frauenkirche, à proximité immédiate de la cour des écuries, le somptueux 'Stallhof'. Aujourd'hui, il abrite un musée des Transports de Dresde.

## Histoire
Le bâtiment des Ecuries a été construit entre 1586 et 1588 par l'architecte Paul Buchner (de) sous l'électeur Christian Ier de Saxe. Le bâtiment était completé par la Cour des écuries (Stallhof) en face du Château de la Résidence. Le bâtiment des écuries est relié au Georgenbau du palais résidentiel par le Long Couloir de la Cour des écuries (Stallhof).
Le bâtiment a été destiné à accueillir les 128 chevaux des Électeurs. L'armurerie électorale et la salle de harnais (Rüstkammer) avec une somptueuese collection d'armes, selles, traineaux et figurines se trouvaient au-dessus de l'écurie électorale, qui etait installé au rez-de-chaussée.
La construction était motivée par l'importation de chevaux italiens extrêmement coûteux pour le nouvel Art équestre. Ils étaient basés sur le Nisaean médique venant originellement des écuries byzantines. Une raison était également la tendance à abandonner l'art du tournoi. Un voyage en Italie en 1549 de l'oncle du prince électeur Christian I, le prince électeur Moritz, pourrait avoir été déterminant. De plus, l'influence décisive de Carlo Theti, Neapolitain et maître d'équitation de Christian, originaire de Nola près de Naples, où se trouvaient les élevages des Aragonais, a joué un rôle crucial. La statue équestre de Christian I au-dessus de la Porte "Pirnaisches Tor" était en consequence une réplique de la statue équestre prévue d'Alfonso de Trastámara, roi de Naples, par Donatello (inachevée).
L'intérieur de l'Écurie Princière était décoré de peintures somptueuses de chevaux situées au-dessus des stalles des étalons. La Sala dei Cavalli au Palazzo Té à Mantoue a pu servir de modèle. La façade extérieure était peinte avec des peintures de batailles romaines, probablement en technique de grisaille.
Dès l'achèvement du bâtiment de l'écurie en 1588, des visites publiques étaient proposées. L'exposition de plus de 50 figurines de cavaliers noirs, de magnifiques traîneaux avec des figurines de chevaux, peu après également de chevaux empaillés et d'un ours, ainsi que des figurines de souverains, avait pour but d'impressionner le visiteur. Une collection de peintures des souverains été installé dans le Long Couloir et montré au visiteur. Aprés une restauration elles sont de nouveau visibles.

On pense que la décision de Christian I de créer l'écurie ouverte au public plutôt qu'une galerie de peintures (comme cela lui avait été proposé en 1587 dans un traité par Gabriel Kaltenmarcks) était motivée par l'iconoclasme de la Réforme de l'époque. Cependant, les chevaux coûteux pour l'Art équestre étaient également à cette époque un objet de représentation du prince.

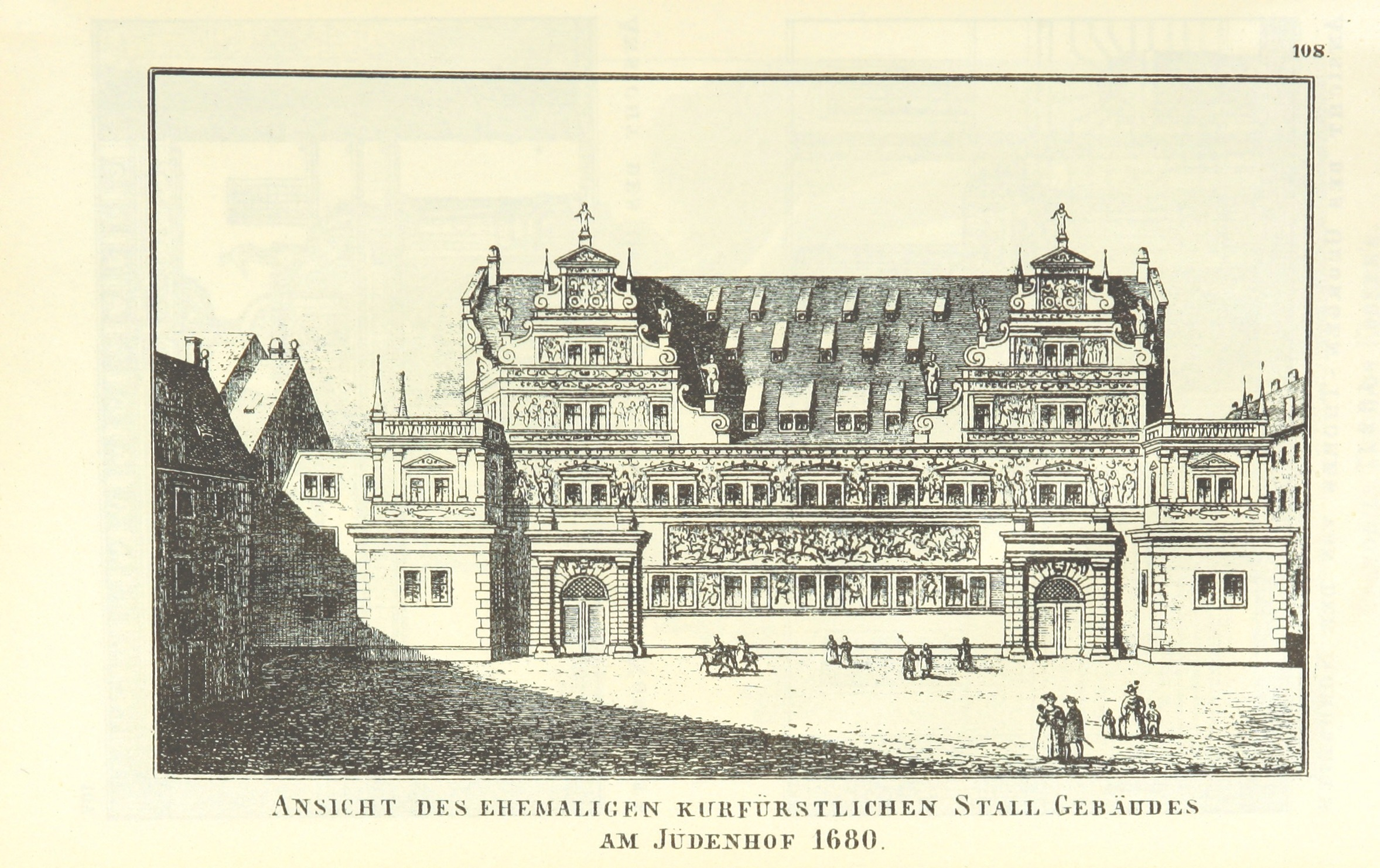
Écuries à Jüdenhof (de) dans un ouvrage de 1680 (Weck)
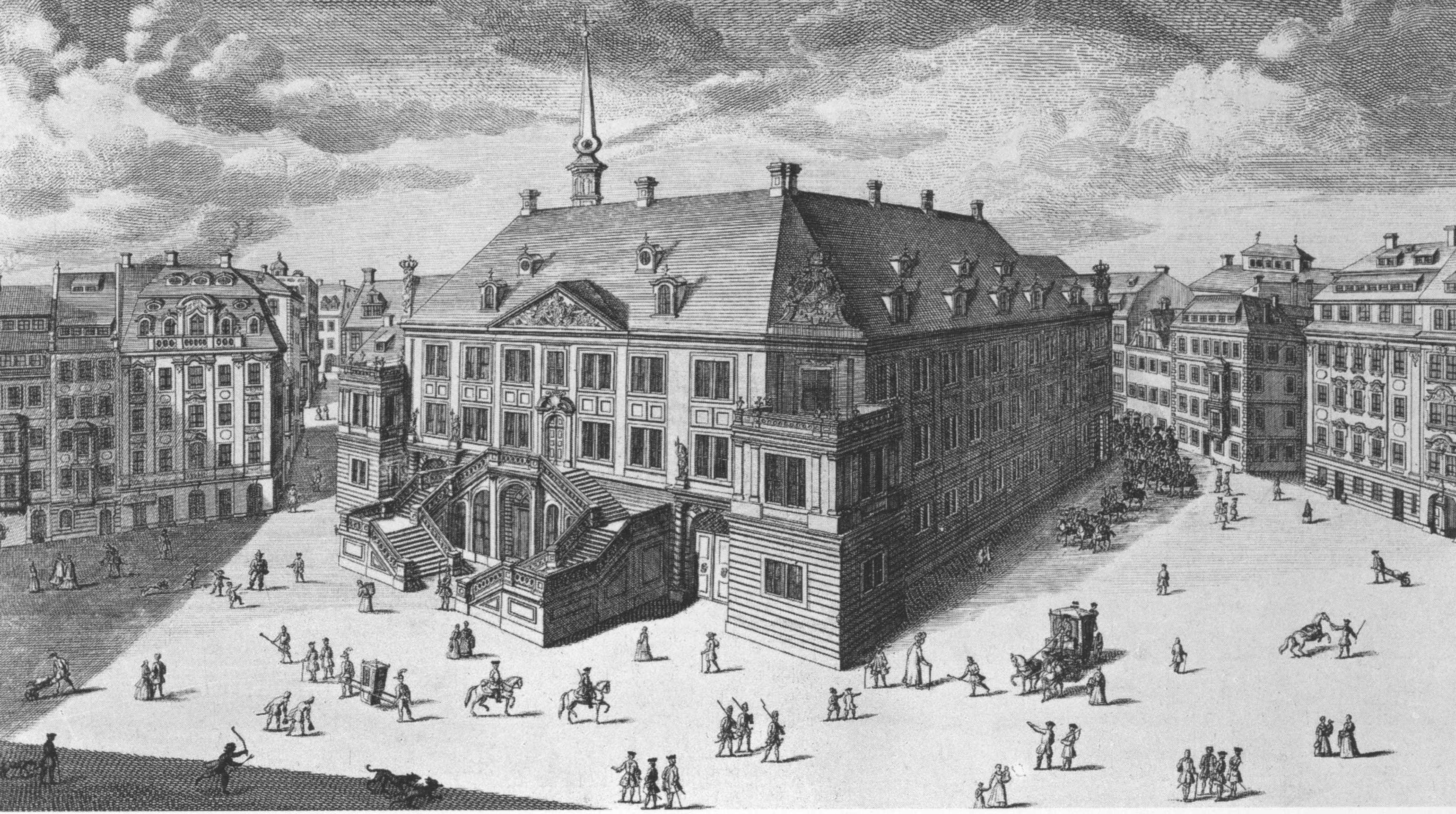
Le bâtiment des Écuries après sa conversion en maison de festival en 1731, gravure de Moritz Bodenehr (de)
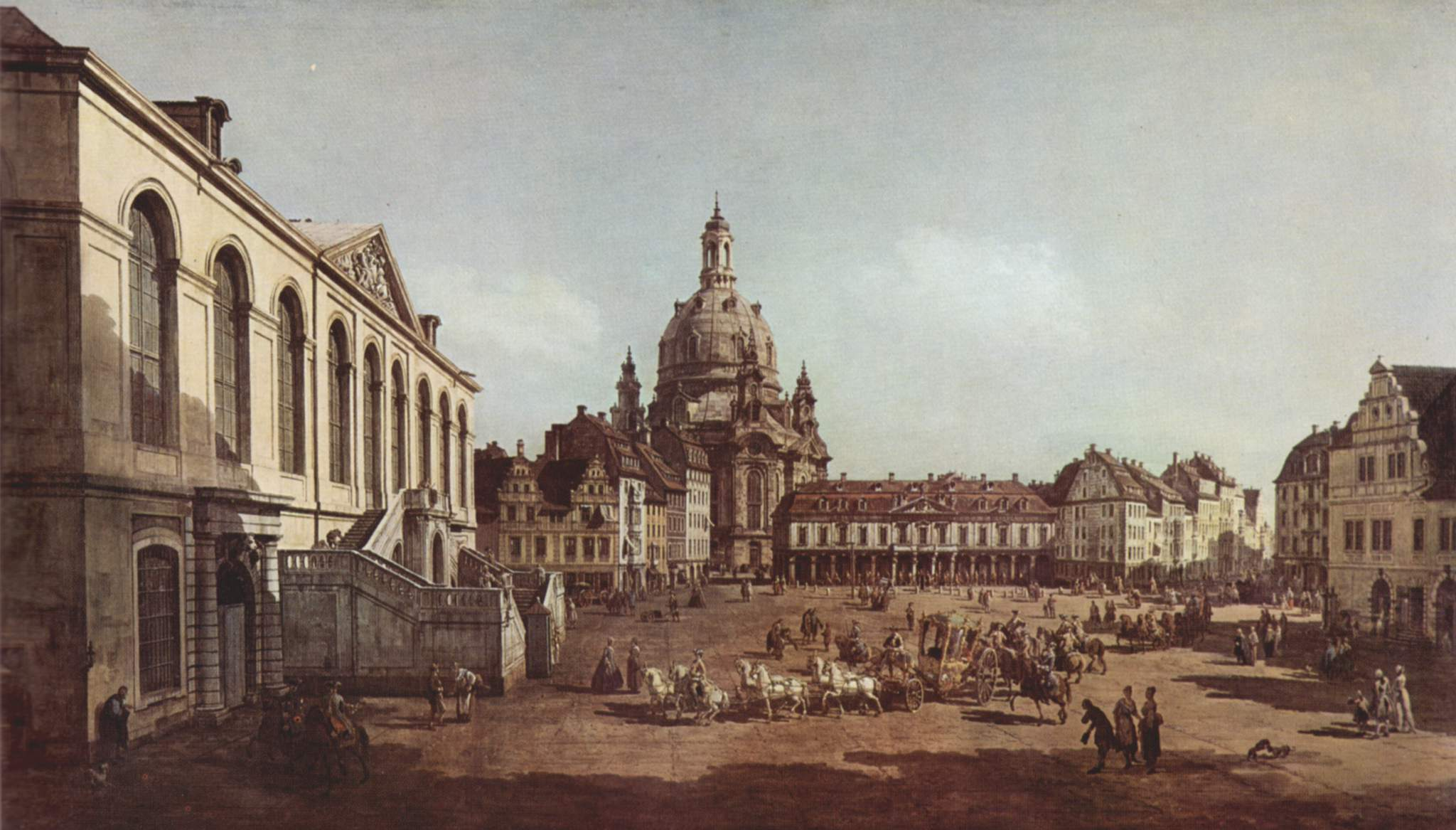
Le Johanneum (à gauche), peint par Canaletto entre 1749 et 1751
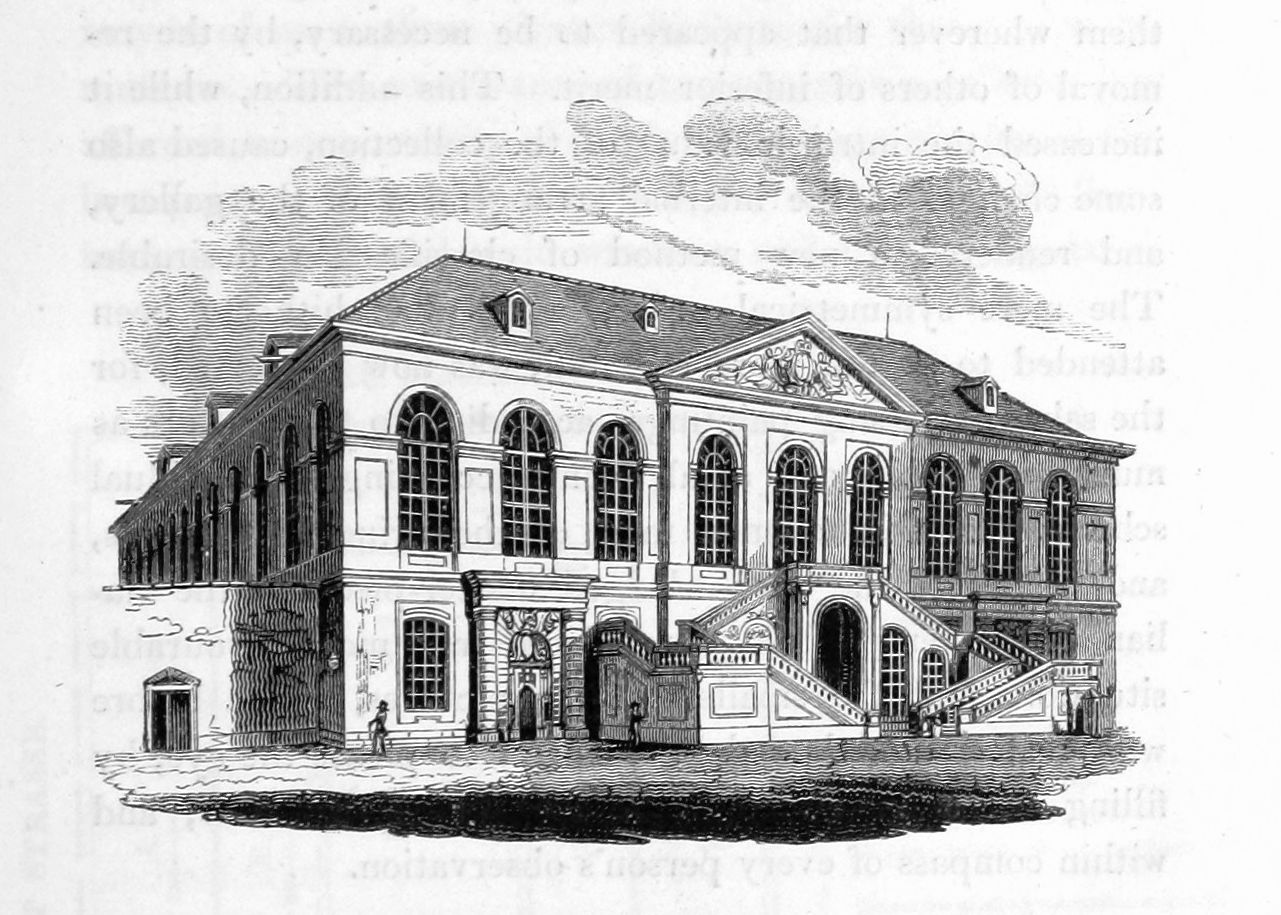
Le Johanneum sur un dessin de 1828

 Entre 1730 et 1731, l'architecte Johann Georg Maximilian von Fürstenhoff (de) a ajouté un autre étage avec un toit moderne pour le compte d'Auguste le Fort, ce qui a nécessité la suppression du pignon Renaissance . Il a créé un double escalier anglais devant la façade côté ville. Cela mène maintenant directement à l'étage supérieur, qui avait été converti en plusieurs salles en baroque tardif. Les écuries du rez-de-chaussée ont été conservées. Le bâtiment de l'écurie était alors utilisé pour accueillir des festivités et comme auberge pour les invités royaux. Le Long Couloir reliant le bâtiment des écuries au château de la Résidence a été rénové entre 1731 et 1733 en tant que galerie de fusils représentative.
La Galerie de peintures a emménagé dans le nouvel étage supérieur en 1747 et y est restée jusqu'en 1855. Pour l'exposition, l'Oberlandbaumeister Johann Christoph Knöffel (de) a effectué quelques modifications entre 1744 et 1746. Les grandes fenêtres cintrées permettaient de mieux éclairer les pièces dans lesquelles se trouvaient les peintures. De 1794 à 1857, les  moulages des sculptures antiques étaient exposés au rez-de-chaussée. Une rampe descend de l'étage supérieur dans la cour des écuries, de sorte que l'étage supérieur puisse également être atteint par des chevaux.

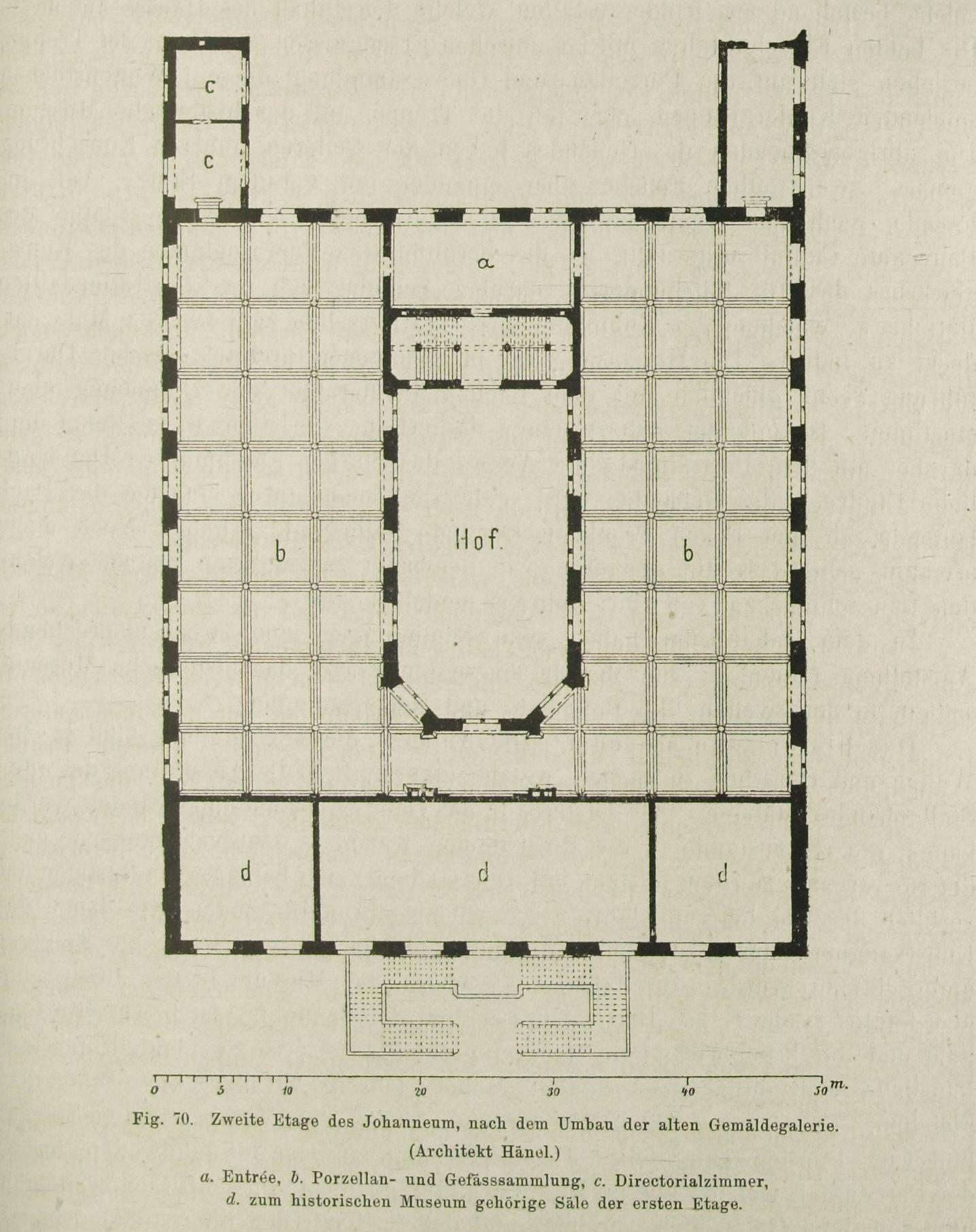
Second étage du Johanneum transformé en musée, en 1878

Lors du soulèvement de mai de Dresde en 1849, le bâtiment a été gravement endommagé par les bombardements. De nombreuses photos précieuses ont également été prises.
En 1866, la Fontaine de la Paix (de), également connue sous le nom de Fontaine turque, a été déplacée directement devant le bâtiment du Jüdenhof (de). La fontaine octogonale de 1616 est l'une des plus anciennes fontaines de Dresde .
Entre 1872 et 1876, la troisième et dernière rénovation du bâtiment a été réalisée sous le roi Jean, amateur d'art. Karl Moritz Haenel l'a converti en musée historique, appelé Militaria et histoire culturelle de la Saxe. La façade a été conçue dans le style néo-renaissance. Désormais, le bâtiment a été nommé «Johanneum» en l'honneur de l'auteur de cette refonte - le roi Johann. En 1876, la collection de porcelaine s'installe dans trois salles à l'étage supérieur. Le Musée historique, l'Arsenal actuel, a suivi en 1877.
À la suite des raids aériens sur Dresde en février 1945, la structure a brûlé et a été gravement endommagée. La reconstruction du bâtiment a commencé en 1950 et a ensuite été donnée au musée des Transports de Dresde. Dans les années 1960, le Johanneum prend son aspect actuel avec la restauration de la façade.

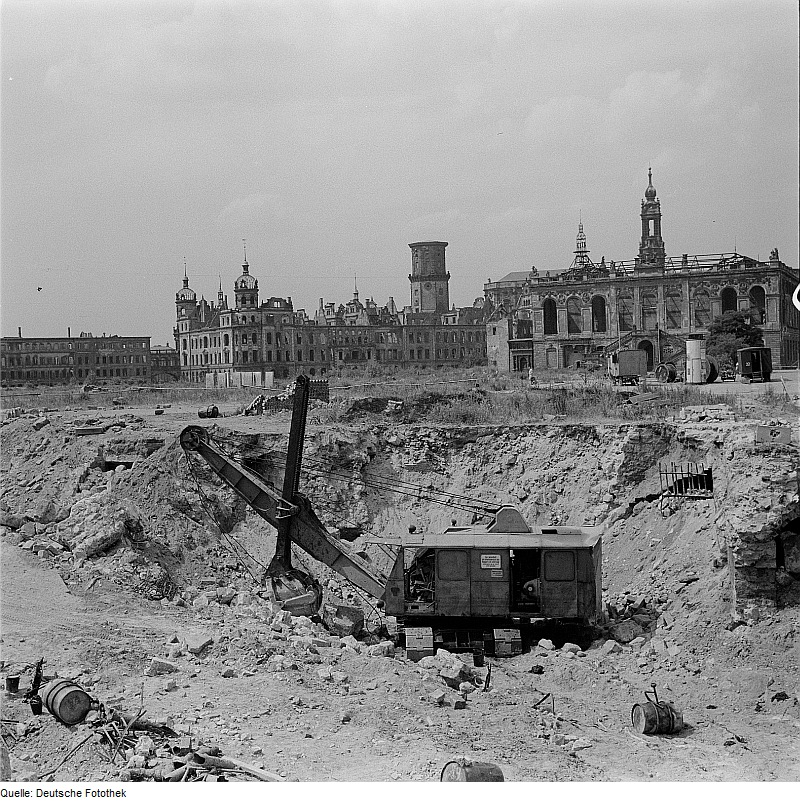
Travaux de fouille sur le Nouveau marché (de), en arrière-plan à droite le Johanneum, détruit pendant la guerre (vers 1959)
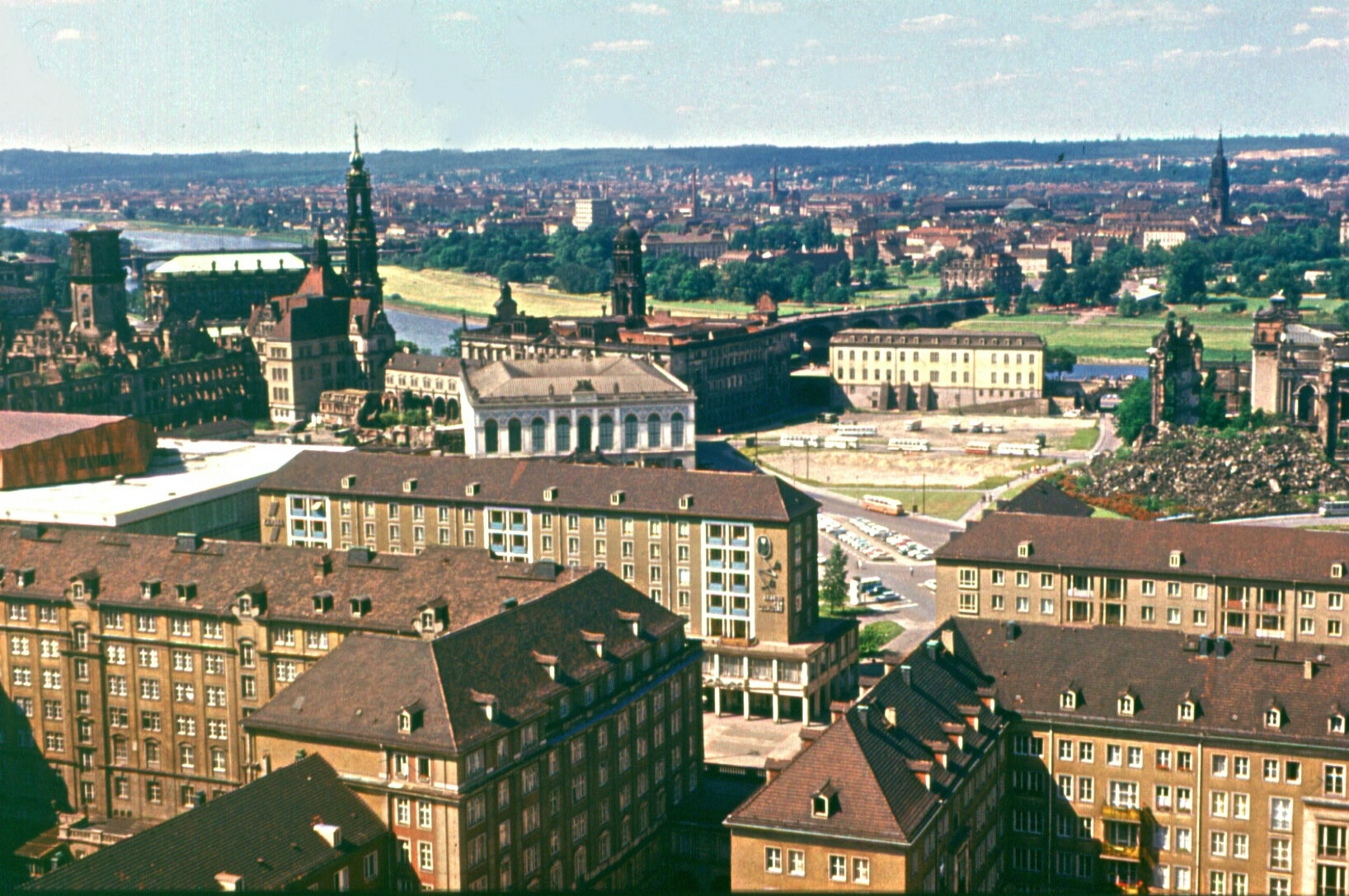
Vue aérienne du Neumarkt presque vide avec le Johanneum et les ruines de l'église Notre-Dame, 1972
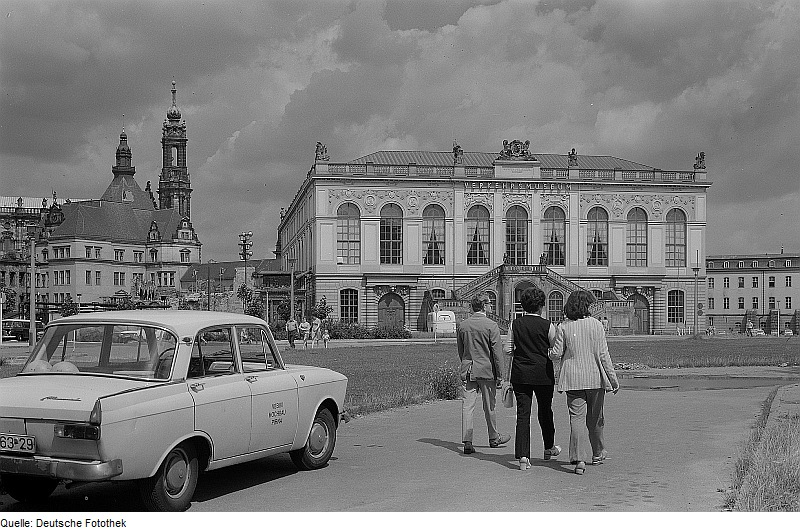
Le Johanneum avec l'inscription Verkehrsmuseum, devant lui le parvis non aménagé (de) (1973)
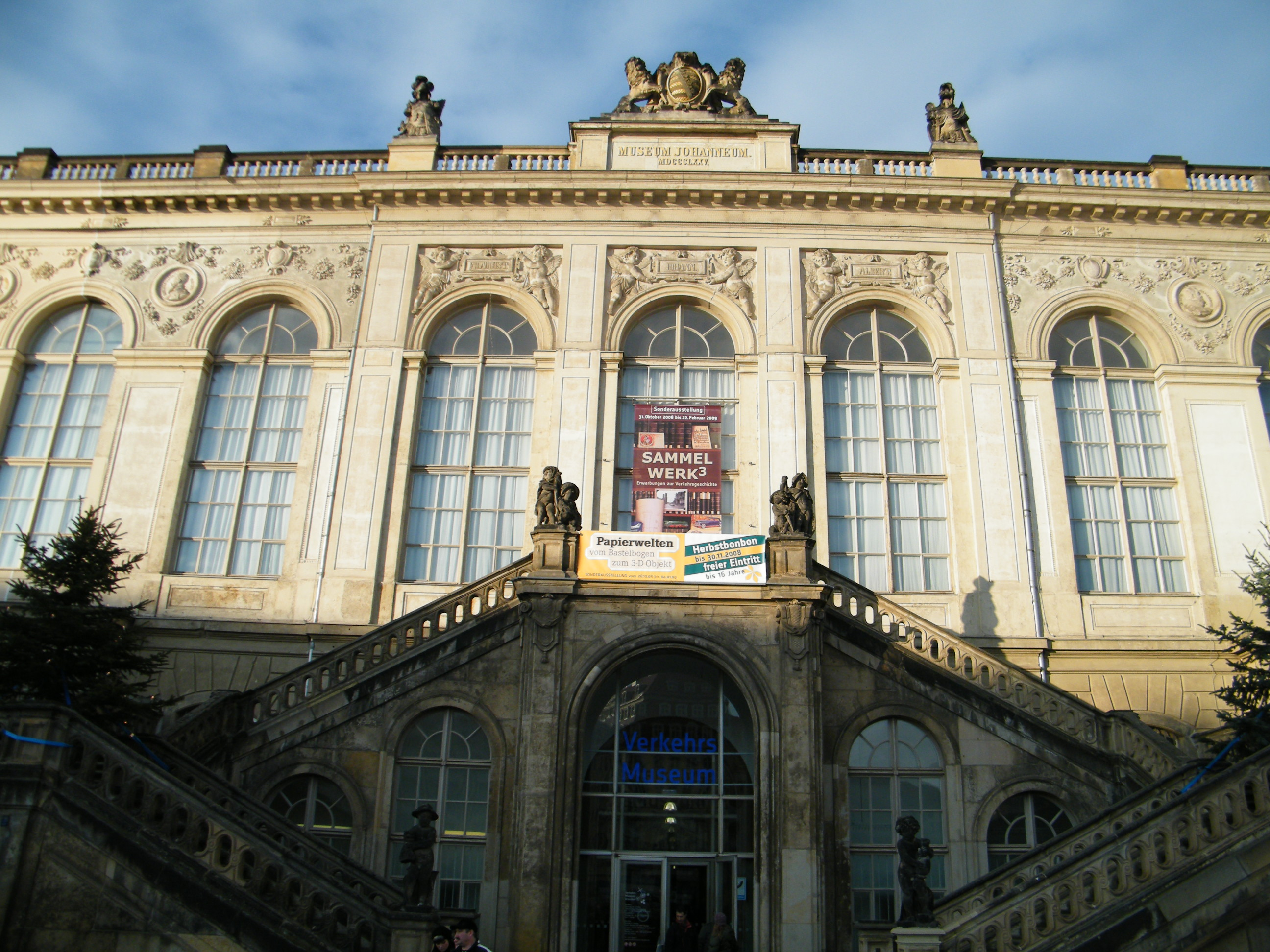
Vue détaillée de la façade côté ville (2008)

## Actuellement
Depuis 2007, l'exposition sur la navigation du musée des Transports est située dans le Long Corridor.
En 2008, la rénovation de la façade du Johanneum dans le style néo-renaissance de la troisième phase de construction de 1872 à 1876 a commencé.
Le relief d'Auguste le Fort, électeur de Saxe et roi de Pologne, qui était à l'origine situé au Palais Wackerbarth dans l'Inner Neustadt, a été récupéré après sa destruction et se trouve maintenant au Johanneum.